# Evraz
Die Evraz-Gruppe (Evraz Group) ist ein multinationaler Stahl- und Bergbaukonzern mit mehreren Produktionsstandorten u. a. in Russland und Nordamerika. Das vertikal integrierte Unternehmen (eigener Abbau von Kohle und Eisenerz) hat seinen Sitz in London. 2015 produzierte Evraz 20,445 Mio. t Eisenerz und 13,115 Mio. t Stahl und ist derzeit mit einer Jahresproduktion von 13,63 Mio. t Stahl (2020) der zweitgrößte russische Stahlhersteller und liegt weltweit auf Rang 30.

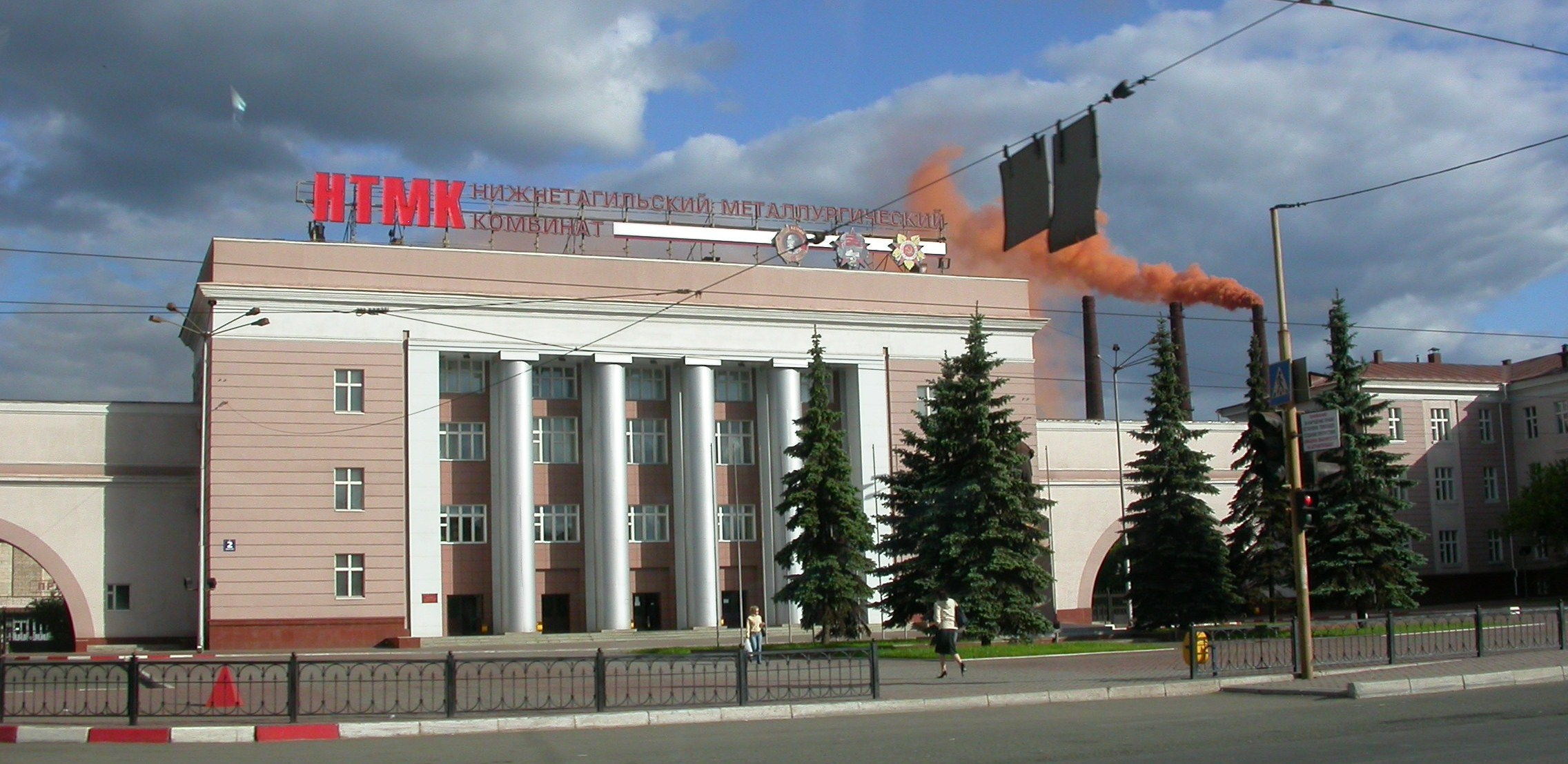
Das Eisen- und Stahlwerk NTMK in der russischen Region Swerdlowsk ist Teil der Evraz-Gruppe

Die Aktien des Unternehmens wurden an der London Stock Exchange gehandelt und waren im FTSE 100 vertreten. Im März 2022 nach dem russischen Überfall auf die Ukraine wurden Aktien von Evraz vom Handel an der Londoner Börse ausgesetzt, britischen Bürgern ist es seitdem untersagt, mit dem Unternehmen Geschäfte zu machen.
Am Konzern sind wirtschaftlich die  russischen Unternehmer Alexander Frolow, Alexander Abramow und Roman Abramowitsch beteiligt.

## Tochtergesellschaften
- NTMK (Stahlwerk Nischni Tagil)[6]
- ZSMK (Stahlwerk Nowokusnezk)[7]
- Stahlwerk Dnipro[8]
- Kachkanarsky GOK
- Vysokogorsky GOK
- Evrazruda[9]
- Nachodka Commercial Sea Port (Hafen von Nachodka)
- EVRAZ North America[10]
- Caspian Steel (Walzwerk in Qostanai, Kasachstan)[11]
- Palini e Bertoli (Walzwerk in San Giorgio di Nogaro, Italien)[12]
- Evraz Highveld Steel and Vanadium, Südafrika (seit 2015 bankrott)
- Evraz Nikom, Tschechien
- Vítkovice Steel, Tschechien (bis 2014)